# Juan Lombía

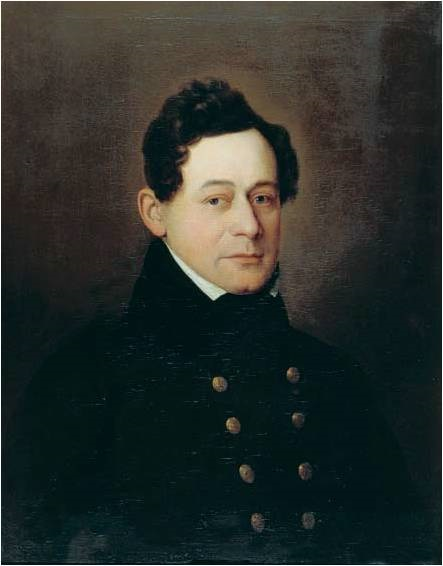
Retrato de Juan Lombía, de Antonio María Esquivel. 1837. (Museo de Zaragoza).

Juan Lombía (Zaragoza, 1806 - Madrid, 1851) fue un actor, autor y empresario teatral español. Como autor, hoy solo se recuerda de él su obra El sitio de Zaragoza en 1808; como empresario del Teatro de la Cruz fue responsable del estreno de numerosas obras de José Zorrilla, entre ellas Don Juan Tenorio.

## Biografía

### Primeros años
Desde sus primeros años quiso dedicarse al teatro, pero sus padres le hicieron estudiar dibujo en la Academia de San Fernando y más tarde, pese a los buenos resultados obtenidos, le hicieron aprender el oficio de ebanista. Casado y con hijos desde muy joven, para mantener a la familia hubo de abrir un taller de ebanistería. No obstante, no abandonó su propósito de triunfar en la escena y, sabedor de que para ello necesitaba una educación de la que carecía, contrató un profesor que le diera clases particulares, con especial énfasis en la literatura dramática.

### El actor
Tras cuatro años de compaginar trabajo y estudio, Lombía debutó en 1829 el Teatro de la Cruz con el papel de Capelo en la tragedia Blanca y Montcasin, de Arnault. Como pese a ser muy aplaudido no consiguiera nuevos contratos en Madrid, marchó a Granada, donde trabajó de galán joven, y al año siguiente a Valladolid, ya de primer galán; actuando luego en Barcelona, Málaga y otra vez en Valladolid, hasta que a partir de 1835 se instaló en Madrid, aunque dos años después pasó una temporada en Zaragoza.
De las cualidades y limitaciones de Lombía como actor da cuenta algo reticente en sus memorias Zorrilla:

Lombía era un gracioso de buena ley y un característico de primer orden en especiales papeles; era uno de los actores más estudiosos y que más han hecho olvidar sus defectos físicos con el estudio y la observación. Su figura era un poco informe por su ninguna esbeltez y flexibilidad; su fisonomía inmóvil, de poca expresión; y sus piernas un si es no es zambas; cualidades personales que, en lo gracioso y lo característico, le daban el sello especial del talento, [...] pero le hacían desmerecer en los papeles y con los trajes de galán, cuya categoría tenía afán de asaltar, saliéndose de la suya, en la cual algunas veces era una verdadera notabilidad, como en Don Frutos de El pelo de la dehesa [de Bretón de los Herreros], en el Garabito de La redoma encantada [de Hartzenbusch] y en el exclaustrado Don Gabriel de Lo de arriba abajo [del propio Lombía].

### El empresario teatral
En 1841 Lombía se hizo empresario del Teatro de la Cruz, que a la sazón estaba en condiciones precarias y competía desventajosamente con el Teatro del Príncipe, dirigido por el actor Julián Romea, que había sustituido a Juan Grimaldi. Lombía obtuvo financiación para relanzar el teatro, formó una compañía con los primeros actores Carlos Latorre, maestro de Romea, y Bárbara Lamadrid en el elenco dramático (había además un elenco cómico) y contrató como autor a Zorrilla, imponiéndole la exclusiva del estreno de sus obras, de las que habría de presentar dos cada año, a cambio de un sueldo fijo de mil quinientos reales al mes, que estaba muy lejos de pagarle con rigor.
Los primeros meses de Lombía a cargo del teatro no fueron afortunados, porque solo consiguió estrenar "unos cuantos dramas viejos, de los cuales estaba ya el público hastiado". La supervivencia de la compañía y del teatro dependía del éxito que obtuviera la primera obra que Zorrilla había entregado en septiembre, la segunda parte de El zapatero y el rey. El ambiente previo al estreno se enrareció al máximo por una circunstancia que hoy parece incomprensible: para aceptar que su nombre figurase en los carteles de la obra debajo del de Lombía, que haría el papel del zapatero Blas Pérez, convertido en capitán de la guardia real, Latorre, que interpretaría al rey don Pedro, exigió que figurase también en los carteles el nombre del autor, lo que entonces era algo inusitado y fue considerado como un intolerable alarde de vanidad. Con este pretexto, todos los escritores y periodistas de Madrid, y buena parte del público, se pusieron en contra de Zorrilla y se prepararon para provocar el fracaso de la obra y con ella el descrédito de su autor. Hay quien ha querido interpretar que las razones de esa oposición no se debían solo a la "arrogancia publicitaria" de Zorrilla, sino que tenían también una motivación política, en la medida en que la primera parte de la obra (estrenada en 1839 en el ahora rival Teatro del Príncipe) podía entenderse como una apología del absolutismo. Sin embargo, el carácter popular y patriótico de la obra se ganó a un público prevenido en contra y el estreno fue un gran éxito, que salvó la empresa de Lombía y afianzó la reputación de Zorrilla.
Desde entonces, superando el ritmo contratado de dos anuales, se sucedieron los estrenos de Zorrilla en el Teatro de la Cruz, hasta veintidós en total y siempre con éxito; entre otros Sancho García en el mismo año 1842, El puñal del godo y La mejor razón, la espada, en 1843 y, sobre todo, Don Juan Tenorio que se estrenó el 28 de marzo de 1844, con Carlos Latorre como el primer D. Juan y Bárbara Lamadrid como la primera Inés, conociendo un éxito (más de público que de crítica) que, si al principio fue solo moderado, daría lugar unos años más tarde a la extraordinaria popularidad que convertiría el Don Juan de Zorrilla en una de las obras más populares del teatro español y quizá la más representada.
A partir de la temporada 1842-43, Lombia se hizo también empresario de ópera y baile, aliado primero con Romea y luego solo, para competir con el Teatro Circo de la empresa Colmenares. La brutal competencia por el favor del público, a base de "las más costosas decoraciones, los más lujosos trajes, las más cortas y transparentes enaguas y las bailarinas más correctamente empernadas y de más ricas formas" (Zorrilla dixit) estuvo a punto de arruinar a Lombía, que a finales de 1845 tuvo que rescindir el contrato de Latorre y abandonar el Teatro de la Cruz, aunque abrió con compañía nueva el Teatro del Instituto. Antes de ello, se estrenaron en el Teatro de la Cruz varias zarzuelas  entre ellas Un alijo en Sevilla, la primera zarzuela de Joaquín Gaztambide, con libreto de Luis Olona, así como parodias de ópera, como la de Norma, de Bellini, o las de Lucía de Lammermoor y Lucrecia Borgia, de Donizetti.
En mayo de 1847 Lombía organizó un viaje a París con una compañía de declamación y otra de baile español, llevando a Gaztambide como director de orquesta; pero la gira no tuvo el éxito económico previsto, aumentando las tribulaciones del empresario.

### El autor
Fundamentalmente para dotar de repertorio a la compañía de su teatro, en una época de rapidísima rotación de los estrenos, Lombía escribió (y en ocasiones publicó), un gran número de obras, por lo general ligeras y en su mayor parte traducidas o adaptadas de autores franceses. Se cuentan entre ellas: 
- ¡Chitón! (1837), traducción de Chut!, de Eugène Scribe.
- El pilluelo de París (1840), traducción de Le gamin de Paris, de Jean-François Bayard y Émile Vanderbuch.
- Dos padres para una hija (1839), traducción del original francés de Dumanoir, Brisebarre y Anicet-Bourgeois.
- Lo de arriba abajo, o la bolsa y el rastro (1842), "drama de costumbres populares imitado del francés", escrito en colaboración con Juan de la Cruz Tirado y que "alcanzó un éxito fabuloso".[13]
- El guardabosque (1842), "drama en dos actos y dos épocas arreglado a la escena española", en colaboración con Luis Olona.
- El trapero de Madrid (1847), "drama en cuatro actos precedido de un prólogo, imitado del francés", nueva adaptación de La brouette du vinaigrier, de Mercier, que ya había conocido en 1784 una versión española de Antonio Valladares de Sotomayor.[14]

En 1848 Lombía dio a la escena El sitio de Zaragoza de 1808, "drama original en tres actos y en verso, precedido de El dos de de mayo, prólogo en un acto". Esta obra es quizá la única original de Lombía y la única de la que queda algún recuerdo, no por sus méritos intrínsecos, sino porque la música incidental que compuso Cristóbal Oudrid para acompañarla acabó por convertirse en la conocida pieza independiente El sitio de Zaragoza.
En el campo teórico, 1845 Lombía publicó el ensayo El teatro, cuyo larguísimo subtítulo da cuenta de su objeto:

Origen, índole e importancia de esta institución en las sociedades cultas. Títulos de gloria con que cuenta la nación española para cultivarla con empeño. Causa principal de la anterior decadencia del teatro español y del abandono en que se halla actualmente; necesidad de organizarle; vicios de que adolece en el día; medios de extirparlos, Bases para una ley orgánica que fomente los progresos del teatro en todos sus ramos sin gravar al erario

La propuesta principal del libro figuraba también en la Memoria que presentó el mismo año al Gobierno, en la que planteaba "la construcción de un primer teatro, llamado Español o Nacional, consagrado a los más elevados y nobles géneros, ya de verso, ya líricos, sin excluir la representación de obras extranjeras de mérito especialmente reconocido". Lombía proponía la creación de una Junta de Lectura, describía detalladamente el modo en que había de regirse la compañía del teatro nacional y recomendaba su gestión municipal, pues entonces solo los ayuntamientos proporcionaban alguna ayuda pública al teatro. La idea del Teatro Nacional fue asumida pocos años después por el Gobierno.
Juan Lombía murió en Madrid en 1851 y fue enterrado en el hoy desaparecido cementerio de San Ginés y San Luis. Tiene dedicada una calle en la capital de España, que transcurre entre la Avenida de Felipe II y la calle de Goya.